# 西尾浩行
西尾 浩行（にしお ひろゆき、1974年8月27日 - ）は、日本の俳優。所属事務所はPuR(ピュール)。大阪府守口市出身。守口市立庭窪中学校-大阪府立香里丘高等学校。特技はアコースティックギター、ブルースハープ。

## 出演

### 映画
- CAB（監督：村橋明郎）
- 迅雷（監督：高橋伴明）
- 時空の約（監督：原田明彦）
- バブルへGO!!（監督：馬場康夫）
- 築地魚河岸三代目（監督：松原信吾）
- カラスの親指（監督：伊藤匡史）
- BANK（監督：村橋明郎）

### 教育映画
- 君に心のパス（京都府制作）
- 星降る夜にセレナーデ（福岡県制作）
- さわやかスーパーウーマン（大阪府制作）

### テレビドラマ
- 部長刑事（朝日放送）
- ええにょぼ（NHK）
- 夫婦善哉（テレビ東京）
- 女の一代記〜瀬戸内寂聴物語〜（CX）
- 黒い樹海（CX）
- アンフェア（CX）
- 結婚できない男（CX）
- 白い春（CX）
- 新参者（TBS）
- アンフェアthe special〜ダブル・ミーニング 二重定義〜（CX）
- アンフェアthe special〜ダブル・ミーニング Yes or No〜（CX）
- 蒼い描点（CX）
- 聞かなかった場所（テレビ東京）
- 監察医・篠宮葉月 死体は語る11（テレビ東京）
- 葬儀屋松子の事件簿1（テレビ東京）- 西谷拓馬 役
- 葬儀屋松子の事件簿2（テレビ東京）- 西谷拓馬 役
- 葬儀屋松子の事件簿3（テレビ東京）- 西谷拓馬 役
- 葬儀屋松子の事件簿4（テレビ東京）- 西谷拓馬 役
- 新・ミナミの帝王6（関西テレビ）
- 事件救命医〜IMATの奇跡〜2（テレビ朝日）
- 法医学教室の事件ファイル46（テレビ朝日「日曜プライム」） - 堀之内賢治 役
- まだ結婚できない男（CX）
- DCU〜手錠を持ったダイバー〜（TBS）- 瀬能陽一 役
- 全領域異常解決室 第4話（2024年10月30日、フジテレビ） - 組対捜査員 役[1]
- 秘密〜THE TOP SECRET〜 第10話・最終話（2025年3月31日・4月7日、関西テレビ・フジテレビ） - SAT隊長 役[2]

### オリジナルビデオ
- 淫獣教師（監督：服部光則）
- 学校のY談（監督：光石富士朗）
- かましてナンボ（監督：柴田敏行）
- ゴ機嫌コールボーイ（監督：神野太）
- マル走改造自動車教習所（監督：高原秀和）
- 湘南爆走族〜帰ってきた伝説の5人〜（監督：小松隆志）
- 湘南爆走族〜熱闘!アルバイト大作戦〜（監督：小松隆志）
- どチンピラ19（監督：村田忍）
- 紅蓮（監督：高瀬将嗣）
- 性犯罪白書（監督：旭正嗣）
- ガードレス（監督：宮坂武志）

### CM
- 関西電力
- 上野予備校
- 歯科技工電気路

### VP
- 日産自動車〜車検制度改定〜
- 警察防犯〜ヤクザ対策〜
- NTTコミュニケーションズ

### モデル
- スクールタイガー学生服（スチール）
- 翔ブランド（ショーモデル）

## その他
- クラウンとして全国の施設やイベント等でパフォーマンス活動（2005年-2011年）